# Cotroceni
Cotroceni est un quartier de l'ouest de Bucarest situé sur la colline du même nom dans le Secteur 5.
Les stations de métro les plus proches sont Eroilor et Politehnica.

## Histoire

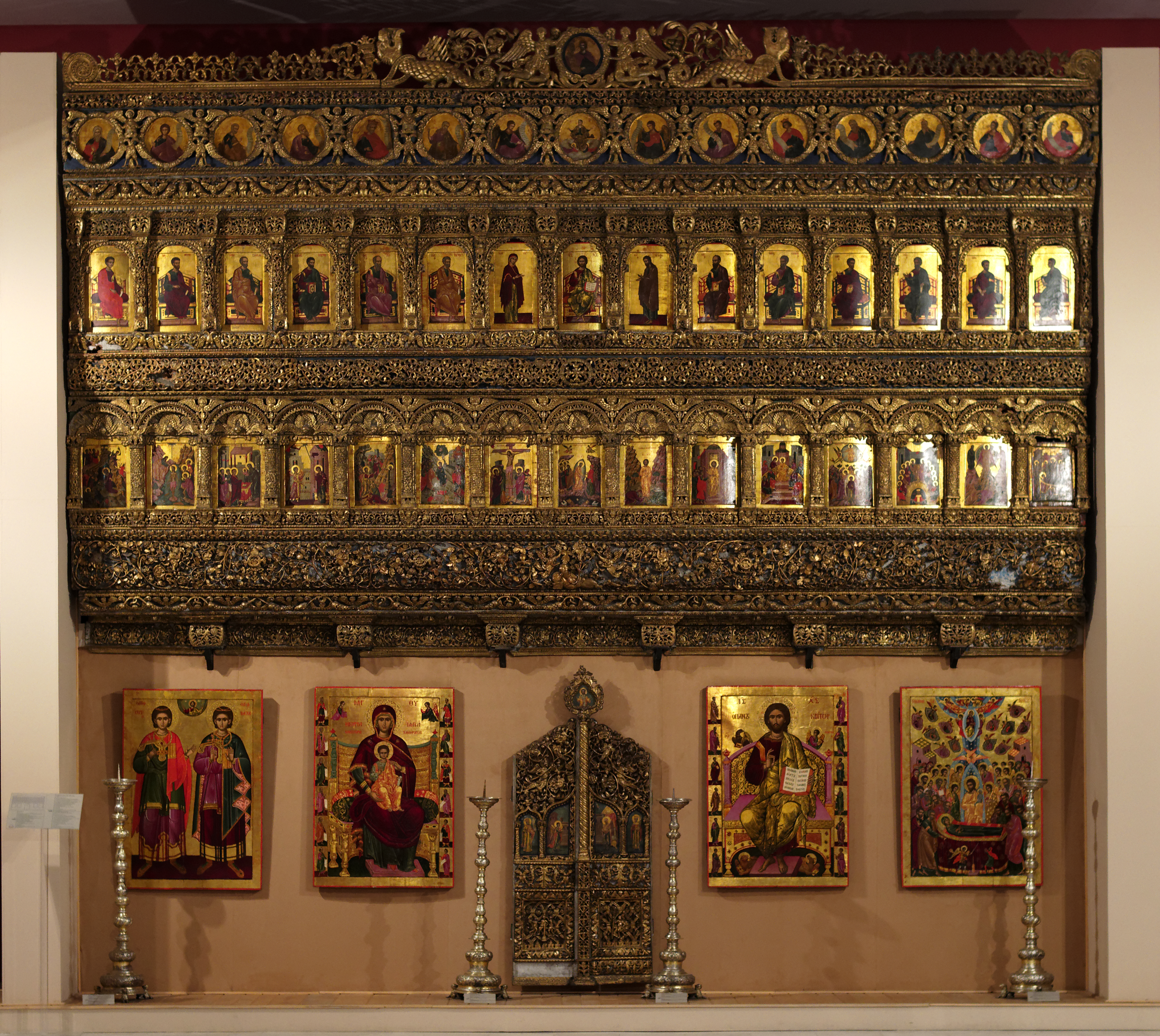
Iconostase du monastère Cotroceni (ca 1680). Exposée au musée national d'art de Roumanie, Bucarest.

La colline de Cotroceni a abrité à partir de 1679 un monastère construit par Şerban Cantacuzino, plus tard transformé en palais en 1888 par Carol Ier. Les maisons qui ont été construites près du palais étaient destinées aux serviteurs royaux et à des militaires de haut rang. Carol Ier fit également construire une gare près du palais Cotroceni. L'église du monastère et la gare ont été démolies par le régime communiste ; l'iconostase de la première est désormais présenté au musée d'art de Bucarest et la voie ferrée a été utilisée pour transporter les matériaux nécessaires à la construction de la « Maison du peuple », le plus vaste et le plus récent des gratte-ciel staliniens.